# Gunn Margit Andreassen
Gunn Margit Andreassen (n. 23 iulie 1973, Kristiansand, Vest-Agder, Norvegia) este o biatlonistă ce a reprezentat Norvegia, medaliată olimpică. A participat la 4 ediții ale Jocurilor Olimpice (1994, 1998, 2002, 2006) în care a câștigat o medalie de argint și o medalie de bronz.